# Межова комісія 1705
Межова комісія 1705 року — двостороння комісія Російської держави та Османської імперії, створена на виконання положень Константинопольського мирного договору 1700 для делімітації кордонів цих держав.
Попередні переговори представників сторін відбулися влітку 1704.
Куратором московської делегації був генерал-фельдмаршал граф Федір Головін. Головою московської делегації було призначено каргопольського намісника думного дяка Омельяна Українцева, членами — колишнього київського козацького полковника Григорія Коровку-Вольського та генерального бунчужного Д.Максимовича. О.Українцев провів консультації та наради з гетьманом Іваном Мазепою та генеральною старшиною Гетьманщини, а також, листовно, із Кошем Запорозької Січі. 28 травня 1704 він прибув на місце зустрічі делегацій на р. Інгул (притока Південного Бугу).
Куратором османської делегації був сілістрійський бейлербей Юсуф. Очолював делегацію ага Ібрагім, а з жовтня 1705 — паша Коч Магмет. Також до делегації входили представники від Кримського ханату. Османська делегація прибула на місце з'їзду наприкінці липня.
Остаточно місцем з'їзду було визначене урочище Мигія на р. Південний Буг.
Делімітація території, яка була місцем спільного господарського використання Запорозької Січі та Кримського ханату, викликала протести останніх. Кримський ханат виступив проти делімітації як такої. Запорозька Січ в особі кошового отамана К.Гордієнка вимагала розширити свої кордони на південь до Дніпровсько-Бузького лиману, спираючись на факти господарювання на нерозмежованих землях, а також на перекази про давні запорозькі володіння. З її боку було проголошено заяви та здійснено акції, спрямовані на залякування комісарів сторін.
Результатом роботи комісії стала делімітація кордону на правобережній частині Нижнього Подніпров'я: від Південного Бугу (у місці впадіння до неї р. Синюха) до Дніпра (тобто у межах сучасних Миколаївської області та Херсонської області). Розмежування на Лівобережжі Дніпра османська делегація здійснювати відмовилася й відклала це питання на невизначений термін.
22 жовтня 1705 сторони підписали «Запис межовий» — акт розмежування та карту кордону. Документ, який не має поділу на статті чи абзаци, написано польською мовою, перекладено російською та турецькою мовами та засвідчено в усіх трьох варіантах. У «Записі» визначається лінія кордону за топонімічними прикметами, а також повторюються деякі положення Константинопольського мирного договору 1700. 25 жовтня 1705 комісія припинила свою роботу.
У результаті роботи цієї комісії вперше було визначено південно-східний кордон Запорозької Січі, за нею закріплено спірні не розмежовані раніше землі.